# جون مكنمارا (لاعب كرة قاعدة)
جون مكنمارا (بالإنجليزية: John McNamara)‏ هو لاعب كرة قاعدة أمريكي، ولد في 4 يونيو 1932 في ساكرامنتو في الولايات المتحدة.

## وصلات خارجية
- جون مكنمارا على موقعبيزبول رفرنس.كوم (الدوري الثانوي) (الإنجليزية)